# Eirene alabiatum
Eirene alabiatum är en nässeldjursart som beskrevs av Zamponi, Suárez-Moreales och Gasca 1999. Eirene alabiatum ingår i släktet Eirene och familjen Eirenidae. Inga underarter finns listade i Catalogue of Life.